# Генрі Едвард Армстронг
Генрі Едвард Армстронг (англ. Henry Edward Armstrong; 6 травня 1848, Луїшем, Лондон, Англія —13 липня 1937, Лондон) — англійський хімік. Хоча Армстронг був активний в багатьох галузях наукових досліджень, таких як хімії похідних нафталіну, його пам'ятають сьогодні в основному за свої ідеї та роботи з викладання науки. Член  Лондонського королівського товариства з 1876 року.

## Біографія
В 1865–1867 роках навчався в Королівському хімічному коледжі у А. В. Гофмана і Е. Франкленда, з 1867 року — в Лейпцизькому університеті у А. В. Г. Кольбе.
В 1871–1884 роках Армстронг — професор Лондонського університету, в 1884–1913 роках — Центрального інституту Південного Кенсінгтона в Лондоні (з 1893 року — Центральний технічний коледж).

## Наукова діяльність
Основна область наукових досліджень — органічна хімія. У 1888 році висунув хіноідну теорію кольоровості. Запропонував (1887 року, одночасно з А. І.Ф. В. Беєром) центричну формулу бензолу, в якій четверті валентності вуглецевих атомів спрямовані до центру.
Армстронг прихильник хімічної теорії розчинів, яку розробив Д. І. Менделєєв. Запропонував сучасну номенклатуру органічних сполук (прийнята на Міжнародному конгресі хіміків в Женеві, 1892 рік). Досліджував ферменти, вуглеводні нафталінового ряду, терпени, камфару. Займався кристаллографією.

## Нагороди та посади
- Член Лондонського королівського товариства (1876)
- Президент Хімічного товариство Лондона, (1893–1895)
- Медаль Деві (1911)
- Медаль Альберта (1930)